# 翼鸟属
翼鸟属（学名：Pterygornis）是反鸟亚纲已灭绝的一个属，生存于早白垩世的中国东北，化石发现于辽宁省朝阳市的九佛堂组。模式种是大平房翼鸟（P. dapingfangensis），由王敏等人于2015年命名。属名由希腊文中的“翅膀”+“鸟”组成，种加词则指化石发现于大平房镇。